# Inside the Fire
Inside the Fire è il primo singolo estratto da Indestructible, il quarto album dei Disturbed, pubblicato il 25 marzo 2008.
La canzone presenta il tema del suicidio. Il 24 marzo 2008 Inside the Fire debuttò su oltre sessanta stazioni radio, scalando velocemente molte classifiche musicali e piazzandosi al numero 73 della Billboard Hot 100 e al numero uno della Modern Rock Tracks. Il singolo rimase in testa alla classifica Hot Mainstream Rock Tracks per 14 settimane e venne nominato per un Grammy nel 2009 come "miglior interpretazione hard rock".
Due mesi dopo la pubblicazione venne pubblicato il video musicale; tuttavia, a causa degli argomenti trattati nella versione incensurata del video, fu pubblicata una versione in cui questi temi "forti" furono tolti.

## Tracce

### CD
1. Inside the Fire - 3:52

### Vinile da 7"
1. Inside the Fire - 3:52
2. Perfect Insanity - 3:59

### Download digitale
1. Inside the Fire - 3:52

### Download digitale nel Regno Unito
1. Inside the Fire - 3:52
2. Parasite - 3:25
3. Stricken (Live At the Riviera) - 4:27

## Formazione
- David Draiman - voce
- Dan Donegan - chitarra
- John Moyer - basso
- Mike Wengren - batteria